# 15278 Paquet
15278 Paquet este o planetă minoră (asteroid), cu un diametru de 25,417 km, din centura de asteroizi. A fost descoperită pe 6 august 1991 la Observatorul European Austral de Eric Walter Elst. 
Obiectul prezintă o orbită caracterizată de o semiaxă mare de 3,9902436 UAi, o excentricitate de 0,22, o înclinație de 9,28783 ° în raport cu ecliptica.